# Heukewalde
Heukewalde làm một đô thị trong bang Thuringia, Đức. Đô thị này thuộc huyện Altenburger Land và thuộc Verwaltungsgemeinschaft Oberes Sprottental.
Các đô thị gần Heukewalde gồm: Jonaswalde, Posterstein, và Vollmershain in the Landkreis of Altenburger Land; cũng như Rückersdorf và Paitzdorf trong huyện Greiz.